# كوبي وبارتالي 2023
كوبي وبارتالي 2023 (بالإيطالية: Settimana Internazionale di Coppi e Bartali 2023)‏ هو سباق دراجات هوائية، وهو الموسم الثامن والثلاثين من كوبي وبارتالي، وأقيم خلال الفترة من 21 مارس 2023، وحتى 25 مارس 2023.
فاز بالمركز الأول وفي ترتيب النقاط ماورو شميد، وفاز بالمركز الثاني جيمس شو، وفاز بالمركز الثالث وفي ترتيب النقاط للشباب Ben Healy (cyclist) ‏، وفاز في تصنيف الجبال الكسيس غيران، وفاز في ترتيب الفرق إي أف إديوكيشن نيبو.

## الفرق
| فرق عالمية (8)- Astana Qazaqstan Team - Bora-Hansgrohe - EF Education-EasyPost - Ineos Grenadiers - Jumbo-Visma - Soudal Quick-Step - Team Jayco AlUla - Trek-Segafredo فرق برو (8)- بنجوال باوليز ساوكس دبليو بي ‏ - بولتون إكوتيز بلاك سبوك برو سايكلنج 2023 ‏ - فريق إيولو كوميت لركوب الدراجات 2023 ‏ - Green Project-Bardiani CSF-Faizanè - Israel-Premier Tech - Q36.5 Pro Cycling Team ‏ - Team Solution Tech–Vini Fantini ‏ - سويس ريسينغ أكادمي 2023 ‏ فرق قارية (7)- بلترامي تي إس أيه–مارشيول ‏ - جنرال ستور بوتولي زارديني ‏ - أندروني جوكاتولي-سيدرمك ‏ - MG.K vis Colors for Peace ‏ - جيوتي فيكتوريا سافيني ديو ‏ - Team Technipes #inEmiliaRomagna ‏ - Sam–Vitalcare–Dynatek ‏ |  |
| |  |

## المراحل
| قائمة المراحل | قائمة المراحل | قائمة المراحل                       | قائمة المراحل         | قائمة المراحل | قائمة المراحل | قائمة المراحل        | قائمة المراحل |
| المرحلة       | التاريخ       | الدورة                              |                       | المسافة (كم)  | الارتفاع      | الفائز بالمرحلة      | القائد العام  |
| ------------- | ------------- | ----------------------------------- | --------------------- | ------------- | ------------- | -------------------- | ------------- |
| المرحلة 1     | 21 مارس       | ريتشوني – ريتشوني                   | مرحلة التلال          | 161٫8         | 2٬878 م       | ريمي كافانيا         | ريمي كافانيا  |
| المرحلة 2     | 22 مارس       | ريتشوني – لونجيانو                  | مرحلة التلال          | 172٫5         | 2٬860 م       | شون كوين ‏            | ماورو شميد    |
| المرحلة 3     | 23 مارس       | فورلي – فورلي                       | مرحلة التلال          | 139٫7         | 2٬447 م       | Ben Healy (cyclist) ‏ | ماورو شميد    |
| المرحلة 4     | 24 مارس       | فيورانو مودينيزي – فيورانو مودينيزي | مرحلة التلال          | 168٫6         | 3٬268 م       | ألكسيس غيران         | ماورو شميد    |
| المرحلة 5     | 25 مارس       | كاربي – كاربي                       | مرحلة سباق الزمن فردي | 18٫6          | 43 م          | ريمي كافانيا         | ماورو شميد    |

## النتيجة

### مرحلة 1
هي مرحلة جبلية، أقيمت في 21 مارس 2023، وامتدّت لمسافة 161.8 كيلومتر. فاز بالمركز الأول، وتصدر ترتيب النقاط والترتيب العام في نهاية المرحلة ريمي كافانيا، وتصدر ترتيب التسلق Didier Merchán ‏، وتصدر ترتيب الفرق دكونيك كويك ستب، وتصدر ترتيب النقاط للشباب ريك بلومرز ‏.
| التصنيف العام | التصنيف العام       | التصنيف العام                      | التصنيف العام | التصنيف العام |
| العداء        | العداء              | الفريق                             | الوقت         |               |
| ------------- | ------------------- | ---------------------------------- | ------------- | ------------- |
| 1             | ريمي كافانيا        | Soudal Quick-Step                  | 4 س 02 د 53 ث |               |
| 2             | ماورو شميد          | Soudal Quick-Step                  | + 36 ث        |               |
| 3             | ريك بلومرز ‏         | سويس ريسينغ أكادمي ‏                | + 38 ث        |               |
| 4             | Loe van Belle ‏      | Jumbo-Visma                        | + 42 ث        |               |
| 5             | Natnael Tesfatsion ‏ | تريك سيغافريدو                     | + 42 ث        |               |
| 6             | كريستيان سكاروني ‏   | Astana Qazaqstan Team              | + 42 ث        |               |
| 7             | Davide Gabburo ‏     | Green Project-Bardiani CSF-Faizanè | + 42 ث        |               |
| 8             | Walter Calzoni ‏     | Q36.5 Pro Cycling Team ‏            | + 42 ث        |               |
| 9             | Milan Vader ‏        | جومبو-فيسما                        | + 42 ث        |               |
| 10            | Luc Wirtgen ‏        | سويس ريسينغ أكادمي ‏                | + 42 ث        |               |
|               |                     |                                    |               |               |
|               |                     |                                    |               |               |

### مرحلة 2
هي مرحلة جبلية، أقيمت في 22 مارس 2023، وامتدّت لمسافة 172.5 كيلومتر. فاز بالمركز الأول، وتصدر ترتيب النقاط للشباب شون كوين ‏، وتصدر ترتيب الفرق إي أف إديوكيشن نيبو، وتصدر ترتيب التسلق Marco Murgano ‏، وتصدر الترتيب العام في نهاية المرحلة وترتيب النقاط ماورو شميد.
| التصنيف العام | التصنيف العام     | التصنيف العام           | التصنيف العام | التصنيف العام |
| العداء        | العداء            | الفريق                  | الوقت         |               |
| ------------- | ----------------- | ----------------------- | ------------- | ------------- |
| 1             | ماورو شميد        | Soudal Quick-Step       | 8 س 22 د 05 ث |               |
| 2             | شون كوين ‏         | EF Education-EasyPost   | + 2 ث         |               |
| 3             | Walter Calzoni ‏   | Q36.5 Pro Cycling Team ‏ | + 8 ث         |               |
| 4             | جيمس شو           | EF Education-EasyPost   | + 12 ث        |               |
| 5             | جيانلوكا برامبيلا | Q36.5 Pro Cycling Team ‏ | + 15 ث        |               |
| 6             | مارك بادون        | EF Education-EasyPost   | + 1 د 05 ث    |               |
| 7             | جيمس نوكس         | Soudal Quick-Step       | + 1 د 08 ث    |               |
| 8             | دومينيكو بوزوفيفو | Israel-Premier Tech     | + 1 د 08 ث    |               |
| 9             | Stefan de Bod ‏    | EF Education-EasyPost   | + 1 د 08 ث    |               |
| 10            | كريستيان سكاروني ‏ | Astana Qazaqstan Team   | + 1 د 10 ث    |               |
|               |                   |                         |               |               |
|               |                   |                         |               |               |

### مرحلة 3
هي مرحلة جبلية، أقيمت في 23 مارس 2023، وامتدّت لمسافة 139.7 كيلومتر. فاز بالمركز الأول Ben Healy (cyclist) ‏، وتصدر ترتيب النقاط للشباب Walter Calzoni ‏، وتصدر ترتيب الفرق إي أف إديوكيشن نيبو، وتصدر ترتيب التسلق Marco Murgano ‏، وتصدر الترتيب العام في نهاية المرحلة وترتيب النقاط ماورو شميد.
| التصنيف العام | التصنيف العام        | التصنيف العام           | التصنيف العام  | التصنيف العام |
| العداء        | العداء               | الفريق                  | الوقت          |               |
| ------------- | -------------------- | ----------------------- | -------------- | ------------- |
| 1             | ماورو شميد           | Soudal Quick-Step       | 11 س 51 د 36 ث |               |
| 2             | Walter Calzoni ‏      | Q36.5 Pro Cycling Team ‏ | + 8 ث          |               |
| 3             | جيمس شو              | EF Education-EasyPost   | + 12 ث         |               |
| 4             | جيانلوكا برامبيلا    | Q36.5 Pro Cycling Team ‏ | + 15 ث         |               |
| 5             | مارك بادون           | EF Education-EasyPost   | + 36 ث         |               |
| 6             | دومينيكو بوزوفيفو    | Israel-Premier Tech     | + 37 ث         |               |
| 7             | Ben Healy (cyclist) ‏ | EF Education-EasyPost   | + 38 ث         |               |
| 8             | شون كوين ‏            | EF Education-EasyPost   | + 57 ث         |               |
| 9             | Natnael Tesfatsion ‏  | تريك سيغافريدو          | + 1 د 10 ث     |               |
| 10            | فيليكس إنغلهارت      | Jayco AlUla             | + 1 د 13 ث     |               |
|               |                      |                         |                |               |
|               |                      |                         |                |               |

### مرحلة 4
هي مرحلة جبلية، أقيمت في 24 مارس 2023، وامتدّت لمسافة 168.6 كيلومتر. فاز بالمركز الأول، وتصدر ترتيب التسلق الكسيس غيران، وتصدر ترتيب الفرق إي أف إديوكيشن نيبو، وتصدر ترتيب النقاط للشباب Walter Calzoni ‏، وتصدر الترتيب العام في نهاية المرحلة وترتيب النقاط ماورو شميد.
| التصنيف العام | التصنيف العام           | التصنيف العام           | التصنيف العام  | التصنيف العام |
| العداء        | العداء                  | الفريق                  | الوقت          |               |
| ------------- | ----------------------- | ----------------------- | -------------- | ------------- |
| 1             | ماورو شميد              | Soudal Quick-Step       | 15 س 57 د 02 ث |               |
| 2             | جيمس شو                 | EF Education-EasyPost   | + 14 ث         |               |
| 3             | Walter Calzoni ‏         | Q36.5 Pro Cycling Team ‏ | + 28 ث         |               |
| 4             | جيانلوكا برامبيلا       | Q36.5 Pro Cycling Team ‏ | + 35 ث         |               |
| 5             | دومينيكو بوزوفيفو       | Israel-Premier Tech     | + 43 ث         |               |
| 6             | Ben Healy (cyclist) ‏    | EF Education-EasyPost   | + 44 ث         |               |
| 7             | مارك بادون              | EF Education-EasyPost   | + 56 ث         |               |
| 8             | شون كوين ‏               | EF Education-EasyPost   | + 1 د 17 ث     |               |
| 9             | Johannes Staune-Mittet ‏ | Jumbo-Visma             | + 1 د 19 ث     |               |
| 10            | Natnael Tesfatsion ‏     | تريك سيغافريدو          | + 1 د 30 ث     |               |
|               |                         |                         |                |               |
|               |                         |                         |                |               |

### مرحلة 5
هي مرحلة من نوع سباق زمن فردي، أقيمت في 25 مارس 2023، وامتدّت لمسافة 18.6 كيلومتر. فاز بالمركز الأول ريمي كافانيا، وتصدر ترتيب التسلق الكسيس غيران، وتصدر الترتيب العام في نهاية المرحلة وترتيب النقاط ماورو شميد، وتصدر ترتيب النقاط للشباب Ben Healy (cyclist) ‏.

## المشاركون
| Ineos Grenadiers IGD | Ineos Grenadiers IGD       | Ineos Grenadiers IGD |
| -------------------- | -------------------------- | -------------------- |
| م                    | عداء                       | مرتبة                |
| 1                    | Cameron Wurf ‏              | 75                   |
| 2                    | لوقا رو                    | 76                   |
| 3                    | براندون ريفيرا ‏            | 28                   |
| 4                    | إيليا فيفياني              | 90                   |
| 5                    | Michael Leonard (cyclist) ‏ | 86                   |
| 6                    | Leo Hayter ‏                | 5                    |

| Astana Qazaqstan Team AST | Astana Qazaqstan Team AST | Astana Qazaqstan Team AST |
| ------------------------- | ------------------------- | ------------------------- |
| م                         | عداء                      | مرتبة                     |
| 11                        | Yuriy Natarov ‏            | 94                        |
| 12                        | مانويل بوارو              | 74                        |
| 13                        | أنطونيو نيبالي            | 59                        |
| 14                        | Aleksandr Riabushenko ‏    | 107                       |
| 15                        | Gleb Brussenskiy ‏         | لم يكمل السباق-2          |
| 16                        | كريستيان سكاروني ‏         | 37                        |
| 17                        | Igor Chzhan ‏              | 49                        |

| Bora-Hansgrohe BOH | Bora-Hansgrohe BOH | Bora-Hansgrohe BOH |
| ------------------ | ------------------ | ------------------ |
| م                  | عداء               | مرتبة              |
| 21                 | Matt Walls ‏        | 103                |
| 22                 | Ben Zwiehoff ‏      | 7                  |
| 23                 | جيوفاني أليوتي     | لم يكمل السباق-1   |
| 24                 | باتريك غامبر       | 48                 |
| 25                 | Luis-Joe Lührs ‏    | 41                 |
| 26                 | Florian Lipowitz ‏  | 23                 |

| EF Education-EasyPost EFE | EF Education-EasyPost EFE | EF Education-EasyPost EFE |
| ------------------------- | ------------------------- | ------------------------- |
| م                         | عداء                      | مرتبة                     |
| 31                        | Marc Oliver Pritzen ‏      | 92                        |
| 32                        | شون كوين ‏                 | 8                         |
| 33                        | جيمس شو                   | 2                         |
| 34                        | مارك بادون                | 4                         |
| 35                        | Georg Steinhauser ‏        | 70                        |
| 36                        | Ben Healy (cyclist) ‏      | 3                         |
| 37                        | Stefan de Bod ‏            | 34                        |

| Jumbo-Visma TJV | Jumbo-Visma TJV         | Jumbo-Visma TJV  |
| --------------- | ----------------------- | ---------------- |
| م               | عداء                    | مرتبة            |
| 42              | Gijs Leemreize ‏         | 20               |
| 43              | Milan Vader ‏            | 21               |
| 44              | Loe van Belle ‏          | 52               |
| 45              | Johannes Staune-Mittet ‏ | 15               |
| 46              | Thomas Gloag ‏           | لم يكمل السباق-3 |
| 47              | Tijmen Graat ‏           | 11               |

| Soudal Quick-Step SOQ | Soudal Quick-Step SOQ  | Soudal Quick-Step SOQ |
| --------------------- | ---------------------- | --------------------- |
| م                     | عداء                   | مرتبة                 |
| 51                    | جوزيف سيرني            | 96                    |
| 52                    | جيمس نوكس              | 16                    |
| 53                    | ماورو شميد             | 1                     |
| 54                    | Stan Van Tricht ‏       | لم يكمل السباق-4      |
| 55                    | Martin Svrček ‏         | 56                    |
| 56                    | ريمي كافانيا           | 38                    |
| 57                    | William Junior Lecerf ‏ | 39                    |

| Team Jayco AlUla JAY | Team Jayco AlUla JAY | Team Jayco AlUla JAY |
| -------------------- | -------------------- | -------------------- |
| م                    | عداء                 | مرتبة                |
| 61                   | مايكل هيبورن         | 80                   |
| 62                   | لوسون كرادوك         | 50                   |
| 63                   | فيليكس إنغلهارت      | 12                   |
| 64                   | رودي بوتر ‏           | 27                   |
| 65                   | جيسوس دايفيد بينيا ‏  | لم يكمل السباق-4     |

| Trek-Segafredo TFS | Trek-Segafredo TFS       | Trek-Segafredo TFS |
| ------------------ | ------------------------ | ------------------ |
| م                  | عداء                     | مرتبة              |
| 71                 | Amanuel Ghebreigzabhier ‏ | 40                 |
| 72                 | توني قالوبا              | 30                 |
| 73                 | Asbjørn Hellemose ‏       | لم يكمل السباق-1   |
| 74                 | Mathias Vacek ‏           | 36                 |
| 75                 | Natnael Tesfatsion ‏      | 13                 |

| بنجوال باوليز ساوكس دبليو بي ‏ BWB | بنجوال باوليز ساوكس دبليو بي ‏ BWB | بنجوال باوليز ساوكس دبليو بي ‏ BWB |
| --------------------------------- | --------------------------------- | --------------------------------- |
| م                                 | عداء                              | مرتبة                             |
| 81                                | Dimitri Peyskens ‏                 | 58                                |
| 82                                | Rémy Mertz ‏                       | 60                                |
| 83                                | ماركو تيزا                        | 46                                |
| 84                                | فلوريس دي تير                     | 18                                |
| 85                                | ألكسيس غيران                      | 42                                |
| 86                                | Lennert Teugels ‏                  | 35                                |
| 87                                | Aaron Van der Beken ‏              | 73                                |

| بلاك سبوك برو سايكلنج ‏ BEB | بلاك سبوك برو سايكلنج ‏ BEB | بلاك سبوك برو سايكلنج ‏ BEB |
| -------------------------- | -------------------------- | -------------------------- |
| م                          | عداء                       | مرتبة                      |
| 91                         | James Fouché ‏              | 63                         |
| 92                         | Logan Currie ‏              | لم يبدأ-2                  |
| 93                         | أولي جونز ‏                 | لم يكمل السباق-1           |
| 94                         | Josh Kench ‏                | 102                        |
| 95                         | Bailey O'Donnell ‏          | لم يكمل السباق-3           |
| 96                         | James Oram ‏                | 64                         |
| 97                         | مارك ستيوارت               | 25                         |

| إيولو كوميت ‏ EOK | إيولو كوميت ‏ EOK     | إيولو كوميت ‏ EOK |
| ---------------- | -------------------- | ---------------- |
| م                | عداء                 | مرتبة            |
| 101              | Alessandro Fancellu ‏ | 67               |
| 102              | فرانسيسكو جافازي     | لم يكمل السباق-4 |
| 103              | Álex Martín ‏         | 26               |
| 104              | Davide Piganzoli ‏    | 22               |
| 105              | أندريا غاروسيو       | 44               |
| 106              | Simone Raccani ‏      | 72               |
| 107              | Fernando Tercero ‏    | 17               |

| Green Project-Bardiani CSF-Faizanè BCF | Green Project-Bardiani CSF-Faizanè BCF | Green Project-Bardiani CSF-Faizanè BCF |
| -------------------------------------- | -------------------------------------- | -------------------------------------- |
| م                                      | عداء                                   | مرتبة                                  |
| 111                                    | Davide Gabburo ‏                        | 19                                     |
| 112                                    | Luca Covili ‏                           | 14                                     |
| 113                                    | Omar El Gouzi ‏                         | 54                                     |
| 114                                    | Alessandro Pinarello ‏                  | 43                                     |
| 115                                    | Alessio Martinelli ‏                    | 32                                     |
| 116                                    | Alessandro Santaromita ‏                | 71                                     |
| 117                                    | هنوك مولوبرهان ‏                        | لم يبدأ-5                              |

| Israel-Premier Tech IPT | Israel-Premier Tech IPT | Israel-Premier Tech IPT |
| ----------------------- | ----------------------- | ----------------------- |
| م                       | عداء                    | مرتبة                   |
| 121                     | بن هيرمانز              | 24                      |
| 122                     | Omer Goldstein ‏         | 51                      |
| 124                     | Marco Frigo ‏            | 33                      |
| 125                     | Alastair Mackellar ‏     | 84                      |
| 126                     | Nadav Raisberg ‏         | 82                      |
| 127                     | دومينيكو بوزوفيفو       | 6                       |

| Q36.5 Pro Cycling Team ‏ Q36 | Q36.5 Pro Cycling Team ‏ Q36 | Q36.5 Pro Cycling Team ‏ Q36 |
| --------------------------- | --------------------------- | --------------------------- |
| م                           | عداء                        | مرتبة                       |
| 131                         | كوري ديفيس ‏                 | 105                         |
| 132                         | جيانلوكا برامبيلا           | 10                          |
| 133                         | Marcel Camprubí ‏            | لم يكمل السباق-3            |
| 134                         | كارل فريدريك هاغن           | لم يبدأ-2                   |
| 135                         | Walter Calzoni ‏             | 9                           |
| 136                         | Cyrus Monk ‏                 | 65                          |
| 137                         | Antonio Puppio ‏             | 93                          |

| Team Solution Tech–Vini Fantini ‏ COR | Team Solution Tech–Vini Fantini ‏ COR | Team Solution Tech–Vini Fantini ‏ COR |
| ------------------------------------ | ------------------------------------ | ------------------------------------ |
| م                                    | عداء                                 | مرتبة                                |
| 141                                  | Veljko Stojnić ‏                      | 85                                   |
| 142                                  | Marco Murgano ‏                       | 89                                   |
| 143                                  | Stefano Gandin ‏                      | لم يكمل السباق-3                     |
| 144                                  | Charlie Quarterman ‏                  | 111                                  |
| 145                                  | Karel Vacek ‏                         | 78                                   |
| 146                                  | Etienne van Empel ‏                   | لم يبدأ-5                            |
| 147                                  | فاليريو كونتي                        | لم يكمل السباق-2                     |

| سويس ريسينغ أكادمي ‏ TUD | سويس ريسينغ أكادمي ‏ TUD | سويس ريسينغ أكادمي ‏ TUD |
| ----------------------- | ----------------------- | ----------------------- |
| م                       | عداء                    | مرتبة                   |
| 151                     | Aloïs Charrin ‏          | 62                      |
| 152                     | ريك بلومرز ‏             | 47                      |
| 153                     | جويل سوتير              | 69                      |
| 154                     | Roland Thalmann ‏        | 88                      |
| 155                     | Luc Wirtgen ‏            | 31                      |
| 156                     | Hannes Wilksch ‏         | 45                      |
| 157                     | Fabian Weiss (cyclist) ‏ | 57                      |

| بلترامي تي إس أيه–مارشيول ‏ BTC | بلترامي تي إس أيه–مارشيول ‏ BTC | بلترامي تي إس أيه–مارشيول ‏ BTC |
| ------------------------------ | ------------------------------ | ------------------------------ |
| م                              | عداء                           | مرتبة                          |
| 161                            | Andrea Piras ‏                  | لم يكمل السباق-3               |
| 162                            | توماس بسنتي ‏                   | 53                             |
| 163                            | Matteo Freddi‏                  | 110                            |
| 164                            | Andrea Biancalani‏              | لم يكمل السباق-2               |
| 165                            | Michael Vanni‏                  | لم يكمل السباق-3               |
| 166                            | Lucio Pierantozzi‏              | 100                            |
| 167                            | Alex Raimondi‏                  | 95                             |

| جنرال ستور بوتولي زارديني ‏ GEF | جنرال ستور بوتولي زارديني ‏ GEF | جنرال ستور بوتولي زارديني ‏ GEF |
| ------------------------------ | ------------------------------ | ------------------------------ |
| م                              | عداء                           | مرتبة                          |
| 171                            | Samuele Carpene‏                | 77                             |
| 172                            | Filippo D'Aiuto ‏               | 98                             |
| 173                            | Michele Berasi‏                 | 104                            |
| 174                            | Tommaso Bergagna‏               | 79                             |
| 175                            | Stefano Leali‏                  | 106                            |
| 176                            | Lorenzo Peschi‏                 | 114                            |
| 177                            | Kevin Pezzo Rosola ‏            | 116                            |

| أندروني جوكاتولي-سيدرمك ‏ GSS | أندروني جوكاتولي-سيدرمك ‏ GSS | أندروني جوكاتولي-سيدرمك ‏ GSS |
| ---------------------------- | ---------------------------- | ---------------------------- |
| م                            | عداء                         | مرتبة                        |
| 181                          | Alessandro Bisolti ‏          | 29                           |
| 182                          | Jhonatan Restrepo ‏           | 55                           |
| 183                          | Didier Merchán ‏              | لم يكمل السباق-4             |
| 184                          | Miguel Flórez ‏               | لم يكمل السباق-3             |
| 185                          | Jonathan Guatibonza ‏         | 109                          |
| 186                          | Andrés Mancipe‏               | لم يكمل السباق-4             |
| 187                          | Diego Pescador ‏              | لم يكمل السباق-3             |

| MG.K vis Colors for Peace ‏ MGK | MG.K vis Colors for Peace ‏ MGK | MG.K vis Colors for Peace ‏ MGK |
| ------------------------------ | ------------------------------ | ------------------------------ |
| م                              | عداء                           | مرتبة                          |
| 191                            | Andrea Mearelli‏                | لم يكمل السباق-3               |
| 192                            | Lapo Gavilli‏                   | 117                            |
| 193                            | Ben Granger‏                    | 91                             |
| 194                            | Davide Bauce ‏                  | 97                             |
| 195                            | Francesco Carollo‏              | 101                            |
| 196                            | Edoardo Martinelli‏             | لم يبدأ-1                      |
| 197                            | Fabio Mazzucco ‏                | 108                            |

| جيوتي فيكتوريا سافيني ديو ‏ SDO | جيوتي فيكتوريا سافيني ديو ‏ SDO | جيوتي فيكتوريا سافيني ديو ‏ SDO |
| ------------------------------ | ------------------------------ | ------------------------------ |
| م                              | عداء                           | مرتبة                          |
| 201                            | إميل ديمة ‏                     | لم يكمل السباق-2               |
| 202                            | Lorenzo Di Camillo‏             | 115                            |
| 203                            | Hager Mesfin Andemariam‏        | لم يكمل السباق-3               |
| 204                            | Nikiforos Arvanitou ‏           | 113                            |
| 205                            | Zoltán Antal Lepold‏            | 112                            |
| 206                            | Soh Narumi‏                     | لم يكمل السباق-3               |
| 207                            | Conor Schunk‏                   | لم يكمل السباق-2               |

| Team Technipes #inEmiliaRomagna ‏ TER | Team Technipes #inEmiliaRomagna ‏ TER | Team Technipes #inEmiliaRomagna ‏ TER |
| ------------------------------------ | ------------------------------------ | ------------------------------------ |
| م                                    | عداء                                 | مرتبة                                |
| 211                                  | Emanuele Ansaloni ‏                   | 81                                   |
| 212                                  | Davide Dapporto‏                      | لم يكمل السباق-4                     |
| 213                                  | Romaric Forqués ‏                     | لم يكمل السباق-3                     |
| 214                                  | Alessandro Monaco ‏                   | 61                                   |
| 215                                  | Martin Nessler‏                       | 68                                   |
| 216                                  | Gabriele Petrelli‏                    | 66                                   |
| 217                                  | Gidas Umbri ‏                         | لم يكمل السباق-3                     |

| Sam–Vitalcare–Dynatek ‏ IWD | Sam–Vitalcare–Dynatek ‏ IWD | Sam–Vitalcare–Dynatek ‏ IWD |
| -------------------------- | -------------------------- | -------------------------- |
| م                          | عداء                       | مرتبة                      |
| 221                        | Nicola Venchiarutti ‏       | 118                        |
| 222                        | Christian Danilo Pase‏      | 87                         |
| 223                        | Samuele Mion‏               | 119                        |
| 224                        | Giacomo Garavaglia ‏        | 83                         |
| 225                        | Luca Tornaboni‏             | لم يكمل السباق-3           |
| 226                        | Kevin Bonaldo‏              | 99                         |
| 227                        | Filippo Dignani‏            | لم يكمل السباق-1           |

| Ineos Grenadiers IGD | Ineos Grenadiers IGD       | Ineos Grenadiers IGD |
| -------------------- | -------------------------- | -------------------- |
| م                    | عداء                       | مرتبة                |
| 1                    | Cameron Wurf ‏              | 75                   |
| 2                    | لوقا رو                    | 76                   |
| 3                    | براندون ريفيرا ‏            | 28                   |
| 4                    | إيليا فيفياني              | 90                   |
| 5                    | Michael Leonard (cyclist) ‏ | 86                   |
| 6                    | Leo Hayter ‏                | 5                    |

| Astana Qazaqstan Team AST | Astana Qazaqstan Team AST | Astana Qazaqstan Team AST |
| ------------------------- | ------------------------- | ------------------------- |
| م                         | عداء                      | مرتبة                     |
| 11                        | Yuriy Natarov ‏            | 94                        |
| 12                        | مانويل بوارو              | 74                        |
| 13                        | أنطونيو نيبالي            | 59                        |
| 14                        | Aleksandr Riabushenko ‏    | 107                       |
| 15                        | Gleb Brussenskiy ‏         | لم يكمل السباق-2          |
| 16                        | كريستيان سكاروني ‏         | 37                        |
| 17                        | Igor Chzhan ‏              | 49                        |

| Bora-Hansgrohe BOH | Bora-Hansgrohe BOH | Bora-Hansgrohe BOH |
| ------------------ | ------------------ | ------------------ |
| م                  | عداء               | مرتبة              |
| 21                 | Matt Walls ‏        | 103                |
| 22                 | Ben Zwiehoff ‏      | 7                  |
| 23                 | جيوفاني أليوتي     | لم يكمل السباق-1   |
| 24                 | باتريك غامبر       | 48                 |
| 25                 | Luis-Joe Lührs ‏    | 41                 |
| 26                 | Florian Lipowitz ‏  | 23                 |

| EF Education-EasyPost EFE | EF Education-EasyPost EFE | EF Education-EasyPost EFE |
| ------------------------- | ------------------------- | ------------------------- |
| م                         | عداء                      | مرتبة                     |
| 31                        | Marc Oliver Pritzen ‏      | 92                        |
| 32                        | شون كوين ‏                 | 8                         |
| 33                        | جيمس شو                   | 2                         |
| 34                        | مارك بادون                | 4                         |
| 35                        | Georg Steinhauser ‏        | 70                        |
| 36                        | Ben Healy (cyclist) ‏      | 3                         |
| 37                        | Stefan de Bod ‏            | 34                        |

| Jumbo-Visma TJV | Jumbo-Visma TJV         | Jumbo-Visma TJV  |
| --------------- | ----------------------- | ---------------- |
| م               | عداء                    | مرتبة            |
| 42              | Gijs Leemreize ‏         | 20               |
| 43              | Milan Vader ‏            | 21               |
| 44              | Loe van Belle ‏          | 52               |
| 45              | Johannes Staune-Mittet ‏ | 15               |
| 46              | Thomas Gloag ‏           | لم يكمل السباق-3 |
| 47              | Tijmen Graat ‏           | 11               |

| Soudal Quick-Step SOQ | Soudal Quick-Step SOQ  | Soudal Quick-Step SOQ |
| --------------------- | ---------------------- | --------------------- |
| م                     | عداء                   | مرتبة                 |
| 51                    | جوزيف سيرني            | 96                    |
| 52                    | جيمس نوكس              | 16                    |
| 53                    | ماورو شميد             | 1                     |
| 54                    | Stan Van Tricht ‏       | لم يكمل السباق-4      |
| 55                    | Martin Svrček ‏         | 56                    |
| 56                    | ريمي كافانيا           | 38                    |
| 57                    | William Junior Lecerf ‏ | 39                    |

| Team Jayco AlUla JAY | Team Jayco AlUla JAY | Team Jayco AlUla JAY |
| -------------------- | -------------------- | -------------------- |
| م                    | عداء                 | مرتبة                |
| 61                   | مايكل هيبورن         | 80                   |
| 62                   | لوسون كرادوك         | 50                   |
| 63                   | فيليكس إنغلهارت      | 12                   |
| 64                   | رودي بوتر ‏           | 27                   |
| 65                   | جيسوس دايفيد بينيا ‏  | لم يكمل السباق-4     |

| Trek-Segafredo TFS | Trek-Segafredo TFS       | Trek-Segafredo TFS |
| ------------------ | ------------------------ | ------------------ |
| م                  | عداء                     | مرتبة              |
| 71                 | Amanuel Ghebreigzabhier ‏ | 40                 |
| 72                 | توني قالوبا              | 30                 |
| 73                 | Asbjørn Hellemose ‏       | لم يكمل السباق-1   |
| 74                 | Mathias Vacek ‏           | 36                 |
| 75                 | Natnael Tesfatsion ‏      | 13                 |

| بنجوال باوليز ساوكس دبليو بي ‏ BWB | بنجوال باوليز ساوكس دبليو بي ‏ BWB | بنجوال باوليز ساوكس دبليو بي ‏ BWB |
| --------------------------------- | --------------------------------- | --------------------------------- |
| م                                 | عداء                              | مرتبة                             |
| 81                                | Dimitri Peyskens ‏                 | 58                                |
| 82                                | Rémy Mertz ‏                       | 60                                |
| 83                                | ماركو تيزا                        | 46                                |
| 84                                | فلوريس دي تير                     | 18                                |
| 85                                | ألكسيس غيران                      | 42                                |
| 86                                | Lennert Teugels ‏                  | 35                                |
| 87                                | Aaron Van der Beken ‏              | 73                                |

| بلاك سبوك برو سايكلنج ‏ BEB | بلاك سبوك برو سايكلنج ‏ BEB | بلاك سبوك برو سايكلنج ‏ BEB |
| -------------------------- | -------------------------- | -------------------------- |
| م                          | عداء                       | مرتبة                      |
| 91                         | James Fouché ‏              | 63                         |
| 92                         | Logan Currie ‏              | لم يبدأ-2                  |
| 93                         | أولي جونز ‏                 | لم يكمل السباق-1           |
| 94                         | Josh Kench ‏                | 102                        |
| 95                         | Bailey O'Donnell ‏          | لم يكمل السباق-3           |
| 96                         | James Oram ‏                | 64                         |
| 97                         | مارك ستيوارت               | 25                         |

| إيولو كوميت ‏ EOK | إيولو كوميت ‏ EOK     | إيولو كوميت ‏ EOK |
| ---------------- | -------------------- | ---------------- |
| م                | عداء                 | مرتبة            |
| 101              | Alessandro Fancellu ‏ | 67               |
| 102              | فرانسيسكو جافازي     | لم يكمل السباق-4 |
| 103              | Álex Martín ‏         | 26               |
| 104              | Davide Piganzoli ‏    | 22               |
| 105              | أندريا غاروسيو       | 44               |
| 106              | Simone Raccani ‏      | 72               |
| 107              | Fernando Tercero ‏    | 17               |

| Green Project-Bardiani CSF-Faizanè BCF | Green Project-Bardiani CSF-Faizanè BCF | Green Project-Bardiani CSF-Faizanè BCF |
| -------------------------------------- | -------------------------------------- | -------------------------------------- |
| م                                      | عداء                                   | مرتبة                                  |
| 111                                    | Davide Gabburo ‏                        | 19                                     |
| 112                                    | Luca Covili ‏                           | 14                                     |
| 113                                    | Omar El Gouzi ‏                         | 54                                     |
| 114                                    | Alessandro Pinarello ‏                  | 43                                     |
| 115                                    | Alessio Martinelli ‏                    | 32                                     |
| 116                                    | Alessandro Santaromita ‏                | 71                                     |
| 117                                    | هنوك مولوبرهان ‏                        | لم يبدأ-5                              |

| Israel-Premier Tech IPT | Israel-Premier Tech IPT | Israel-Premier Tech IPT |
| ----------------------- | ----------------------- | ----------------------- |
| م                       | عداء                    | مرتبة                   |
| 121                     | بن هيرمانز              | 24                      |
| 122                     | Omer Goldstein ‏         | 51                      |
| 124                     | Marco Frigo ‏            | 33                      |
| 125                     | Alastair Mackellar ‏     | 84                      |
| 126                     | Nadav Raisberg ‏         | 82                      |
| 127                     | دومينيكو بوزوفيفو       | 6                       |

| Q36.5 Pro Cycling Team ‏ Q36 | Q36.5 Pro Cycling Team ‏ Q36 | Q36.5 Pro Cycling Team ‏ Q36 |
| --------------------------- | --------------------------- | --------------------------- |
| م                           | عداء                        | مرتبة                       |
| 131                         | كوري ديفيس ‏                 | 105                         |
| 132                         | جيانلوكا برامبيلا           | 10                          |
| 133                         | Marcel Camprubí ‏            | لم يكمل السباق-3            |
| 134                         | كارل فريدريك هاغن           | لم يبدأ-2                   |
| 135                         | Walter Calzoni ‏             | 9                           |
| 136                         | Cyrus Monk ‏                 | 65                          |
| 137                         | Antonio Puppio ‏             | 93                          |

| Team Solution Tech–Vini Fantini ‏ COR | Team Solution Tech–Vini Fantini ‏ COR | Team Solution Tech–Vini Fantini ‏ COR |
| ------------------------------------ | ------------------------------------ | ------------------------------------ |
| م                                    | عداء                                 | مرتبة                                |
| 141                                  | Veljko Stojnić ‏                      | 85                                   |
| 142                                  | Marco Murgano ‏                       | 89                                   |
| 143                                  | Stefano Gandin ‏                      | لم يكمل السباق-3                     |
| 144                                  | Charlie Quarterman ‏                  | 111                                  |
| 145                                  | Karel Vacek ‏                         | 78                                   |
| 146                                  | Etienne van Empel ‏                   | لم يبدأ-5                            |
| 147                                  | فاليريو كونتي                        | لم يكمل السباق-2                     |

| سويس ريسينغ أكادمي ‏ TUD | سويس ريسينغ أكادمي ‏ TUD | سويس ريسينغ أكادمي ‏ TUD |
| ----------------------- | ----------------------- | ----------------------- |
| م                       | عداء                    | مرتبة                   |
| 151                     | Aloïs Charrin ‏          | 62                      |
| 152                     | ريك بلومرز ‏             | 47                      |
| 153                     | جويل سوتير              | 69                      |
| 154                     | Roland Thalmann ‏        | 88                      |
| 155                     | Luc Wirtgen ‏            | 31                      |
| 156                     | Hannes Wilksch ‏         | 45                      |
| 157                     | Fabian Weiss (cyclist) ‏ | 57                      |

| بلترامي تي إس أيه–مارشيول ‏ BTC | بلترامي تي إس أيه–مارشيول ‏ BTC | بلترامي تي إس أيه–مارشيول ‏ BTC |
| ------------------------------ | ------------------------------ | ------------------------------ |
| م                              | عداء                           | مرتبة                          |
| 161                            | Andrea Piras ‏                  | لم يكمل السباق-3               |
| 162                            | توماس بسنتي ‏                   | 53                             |
| 163                            | Matteo Freddi‏                  | 110                            |
| 164                            | Andrea Biancalani‏              | لم يكمل السباق-2               |
| 165                            | Michael Vanni‏                  | لم يكمل السباق-3               |
| 166                            | Lucio Pierantozzi‏              | 100                            |
| 167                            | Alex Raimondi‏                  | 95                             |

| جنرال ستور بوتولي زارديني ‏ GEF | جنرال ستور بوتولي زارديني ‏ GEF | جنرال ستور بوتولي زارديني ‏ GEF |
| ------------------------------ | ------------------------------ | ------------------------------ |
| م                              | عداء                           | مرتبة                          |
| 171                            | Samuele Carpene‏                | 77                             |
| 172                            | Filippo D'Aiuto ‏               | 98                             |
| 173                            | Michele Berasi‏                 | 104                            |
| 174                            | Tommaso Bergagna‏               | 79                             |
| 175                            | Stefano Leali‏                  | 106                            |
| 176                            | Lorenzo Peschi‏                 | 114                            |
| 177                            | Kevin Pezzo Rosola ‏            | 116                            |

| أندروني جوكاتولي-سيدرمك ‏ GSS | أندروني جوكاتولي-سيدرمك ‏ GSS | أندروني جوكاتولي-سيدرمك ‏ GSS |
| ---------------------------- | ---------------------------- | ---------------------------- |
| م                            | عداء                         | مرتبة                        |
| 181                          | Alessandro Bisolti ‏          | 29                           |
| 182                          | Jhonatan Restrepo ‏           | 55                           |
| 183                          | Didier Merchán ‏              | لم يكمل السباق-4             |
| 184                          | Miguel Flórez ‏               | لم يكمل السباق-3             |
| 185                          | Jonathan Guatibonza ‏         | 109                          |
| 186                          | Andrés Mancipe‏               | لم يكمل السباق-4             |
| 187                          | Diego Pescador ‏              | لم يكمل السباق-3             |

| MG.K vis Colors for Peace ‏ MGK | MG.K vis Colors for Peace ‏ MGK | MG.K vis Colors for Peace ‏ MGK |
| ------------------------------ | ------------------------------ | ------------------------------ |
| م                              | عداء                           | مرتبة                          |
| 191                            | Andrea Mearelli‏                | لم يكمل السباق-3               |
| 192                            | Lapo Gavilli‏                   | 117                            |
| 193                            | Ben Granger‏                    | 91                             |
| 194                            | Davide Bauce ‏                  | 97                             |
| 195                            | Francesco Carollo‏              | 101                            |
| 196                            | Edoardo Martinelli‏             | لم يبدأ-1                      |
| 197                            | Fabio Mazzucco ‏                | 108                            |

| جيوتي فيكتوريا سافيني ديو ‏ SDO | جيوتي فيكتوريا سافيني ديو ‏ SDO | جيوتي فيكتوريا سافيني ديو ‏ SDO |
| ------------------------------ | ------------------------------ | ------------------------------ |
| م                              | عداء                           | مرتبة                          |
| 201                            | إميل ديمة ‏                     | لم يكمل السباق-2               |
| 202                            | Lorenzo Di Camillo‏             | 115                            |
| 203                            | Hager Mesfin Andemariam‏        | لم يكمل السباق-3               |
| 204                            | Nikiforos Arvanitou ‏           | 113                            |
| 205                            | Zoltán Antal Lepold‏            | 112                            |
| 206                            | Soh Narumi‏                     | لم يكمل السباق-3               |
| 207                            | Conor Schunk‏                   | لم يكمل السباق-2               |

| Team Technipes #inEmiliaRomagna ‏ TER | Team Technipes #inEmiliaRomagna ‏ TER | Team Technipes #inEmiliaRomagna ‏ TER |
| ------------------------------------ | ------------------------------------ | ------------------------------------ |
| م                                    | عداء                                 | مرتبة                                |
| 211                                  | Emanuele Ansaloni ‏                   | 81                                   |
| 212                                  | Davide Dapporto‏                      | لم يكمل السباق-4                     |
| 213                                  | Romaric Forqués ‏                     | لم يكمل السباق-3                     |
| 214                                  | Alessandro Monaco ‏                   | 61                                   |
| 215                                  | Martin Nessler‏                       | 68                                   |
| 216                                  | Gabriele Petrelli‏                    | 66                                   |
| 217                                  | Gidas Umbri ‏                         | لم يكمل السباق-3                     |

| Sam–Vitalcare–Dynatek ‏ IWD | Sam–Vitalcare–Dynatek ‏ IWD | Sam–Vitalcare–Dynatek ‏ IWD |
| -------------------------- | -------------------------- | -------------------------- |
| م                          | عداء                       | مرتبة                      |
| 221                        | Nicola Venchiarutti ‏       | 118                        |
| 222                        | Christian Danilo Pase‏      | 87                         |
| 223                        | Samuele Mion‏               | 119                        |
| 224                        | Giacomo Garavaglia ‏        | 83                         |
| 225                        | Luca Tornaboni‏             | لم يكمل السباق-3           |
| 226                        | Kevin Bonaldo‏              | 99                         |
| 227                        | Filippo Dignani‏            | لم يكمل السباق-1           |

## التصنيف العام النهائي
| التصنيف العام         | التصنيف العام        | التصنيف العام           | التصنيف العام  | التصنيف العام |
| العداء                | العداء               | الفريق                  | الوقت          |               |
| --------------------- | -------------------- | ----------------------- | -------------- | ------------- |
| 1                     | ماورو شميد           | Soudal Quick-Step       | 16 س 19 د 55 ث |               |
| 2                     | جيمس شو              | EF Education-EasyPost   | + 16 ث         |               |
| 3                     | Ben Healy (cyclist) ‏ | EF Education-EasyPost   | + 22 ث         |               |
| 4                     | مارك بادون           | EF Education-EasyPost   | + 1 د 06 ث     |               |
| 5                     | Leo Hayter ‏          | Ineos Grenadiers        | + 1 د 19 ث     |               |
| 6                     | دومينيكو بوزوفيفو    | Israel-Premier Tech     | + 1 د 35 ث     |               |
| 7                     | Ben Zwiehoff ‏        | بورا هانسغروه           | + 1 د 52 ث     |               |
| 8                     | شون كوين ‏            | EF Education-EasyPost   | + 1 د 55 ث     |               |
| 9                     | Walter Calzoni ‏      | Q36.5 Pro Cycling Team ‏ | + 1 د 57 ث     |               |
| 10                    | جيانلوكا برامبيلا    | Q36.5 Pro Cycling Team ‏ | + 2 د 10 ث     |               |
|                       |                      |                         |                |               |
| مصدر: ProCyclingStats |                      |                         |                |               |

### تصنيف النقاط
| تصنيف النقاط          | تصنيف النقاط         | تصنيف النقاط                  | تصنيف النقاط | تصنيف النقاط |
| العداء                | العداء               | الفريق                        | النقاط       |              |
| --------------------- | -------------------- | ----------------------------- | ------------ | ------------ |
| 1                     | ماورو شميد           | Soudal Quick-Step             | 28 نقطة      |              |
| 2                     | Ben Healy (cyclist) ‏ | EF Education-EasyPost         | 13 نقطة      |              |
| 3                     | دومينيكو بوزوفيفو    | Israel-Premier Tech           | 12 نقطة      |              |
| 4                     | جيمس شو              | EF Education-EasyPost         | 11 نقطة      |              |
| 5                     | ريمي كافانيا         | Soudal Quick-Step             | 10 نقطة      |              |
| 6                     | شون كوين ‏            | EF Education-EasyPost         | 10 نقطة      |              |
| 7                     | ألكسيس غيران         | بنجوال باوليز ساوكس دبليو بي ‏ | 10 نقطة      |              |
| 8                     | Walter Calzoni ‏      | Q36.5 Pro Cycling Team ‏       | 10 نقطة      |              |
| 9                     | مارك بادون           | EF Education-EasyPost         | 7 نقطة       |              |
| 10                    | فيليكس إنغلهارت      | Jayco AlUla                   | 7 نقطة       |              |
|                       |                      |                               |              |              |
| مصدر: ProCyclingStats |                      |                               |              |              |

### تصنيف الجبال
| تصنيف الجبال          | تصنيف الجبال         | تصنيف الجبال                       | تصنيف الجبال | تصنيف الجبال |
| العداء                | العداء               | الفريق                             | النقاط       |              |
| --------------------- | -------------------- | ---------------------------------- | ------------ | ------------ |
| 1                     | ألكسيس غيران         | بنجوال باوليز ساوكس دبليو بي ‏      | 28 نقطة      |              |
| 2                     | Lennert Teugels ‏     | بنجوال باوليز ساوكس دبليو بي ‏      | 24 نقطة      |              |
| 3                     | Marco Murgano ‏       | Team Solution Tech–Vini Fantini ‏   | 23 نقطة      |              |
| 4                     | Jhonatan Restrepo ‏   | أندروني جوكاتولي-سيدرمك ‏           | 16 نقطة      |              |
| 5                     | Ben Healy (cyclist) ‏ | EF Education-EasyPost              | 14 نقطة      |              |
| 6                     | أندريا غاروسيو       | إيولو كوميت ‏                       | 12 نقطة      |              |
| 7                     | Florian Lipowitz ‏    | بورا هانسغروه                      | 10 نقطة      |              |
| 8                     | Alessandro Fancellu ‏ | إيولو كوميت ‏                       | 10 نقطة      |              |
| 9                     | Veljko Stojnić ‏      | Team Solution Tech–Vini Fantini ‏   | 8 نقطة       |              |
| 10                    | Luca Covili ‏         | Green Project-Bardiani CSF-Faizanè | 8 نقطة       |              |
|                       |                      |                                    |              |              |
| مصدر: ProCyclingStats |                      |                                    |              |              |

## تصنيف الفرق

### الفرق حسب الوقت
| تصنيف الفرق حسب الوقت | تصنيف الفرق حسب الوقت                 | تصنيف الفرق حسب الوقت | تصنيف الفرق حسب الوقت |
| الفريق                | الفريق                                | الوقت                 |                       |
| --------------------- | ------------------------------------- | --------------------- | --------------------- |
| 1                     | EF Education-EasyPost                 | 49 س 00 د 46 ث        |                       |
| 2                     | Jumbo-Visma                           | + 6 د 30 ث            |                       |
| 3                     | Green Project-Bardiani CSF-Faizanè    | + 12 د 10 ث           |                       |
| 4                     | Soudal Quick-Step                     | + 13 د 19 ث           |                       |
| 5                     | فريق إيولو كوميت لركوب الدراجات 2023 ‏ | + 14 د 34 ث           |                       |
|                       |                                       |                       |                       |
| مصدر: ProCyclingStats |                                       |                       |                       |

## تصانيف فرعية

### تصنيف أفضل شاب
| تصنيف أفضل شاب        | تصنيف أفضل شاب          | تصنيف أفضل شاب          | تصنيف أفضل شاب | تصنيف أفضل شاب |
| العداء                | العداء                  | الفريق                  | الوقت          |                |
| --------------------- | ----------------------- | ----------------------- | -------------- | -------------- |
| 1                     | Ben Healy (cyclist) ‏    | EF Education-EasyPost   | 16 س 20 د 17 ث |                |
| 2                     | Leo Hayter ‏             | Ineos Grenadiers        | + 57 ث         |                |
| 3                     | شون كوين ‏               | EF Education-EasyPost   | + 1 د 33 ث     |                |
| 4                     | Walter Calzoni ‏         | Q36.5 Pro Cycling Team ‏ | + 1 د 35 ث     |                |
| 5                     | Tijmen Graat ‏           | Jumbo-Visma             | + 1 د 50 ث     |                |
| 6                     | فيليكس إنغلهارت         | Jayco AlUla             | + 1 د 59 ث     |                |
| 7                     | Johannes Staune-Mittet ‏ | Jumbo-Visma             | + 2 د 31 ث     |                |
| 8                     | Fernando Tercero ‏       | إيولو كوميت ‏            | + 2 د 46 ث     |                |
| 9                     | Davide Piganzoli ‏       | إيولو كوميت ‏            | + 4 د 43 ث     |                |
| 10                    | Florian Lipowitz ‏       | بورا هانسغروه           | + 5 د 17 ث     |                |
|                       |                         |                         |                |                |
| مصدر: ProCyclingStats |                         |                         |                |                |

## وصلات خارجية
- الموقع الرسمي
- لمحة عن سباق كوبي وبارتالي 2023 على موقع  ProCyclingStats   (برو  سايكلنج  ستاتس) - إحصاءات  محترفي  الدراجات.
- كوبي وبارتالي 2023 على موقع إحصائيات الدراجات الإحترافية (الإنجليزية)